# Собор всех преподобных отцов Афонских
Собор всех преподобных и богоносных отцов, во Святой Горе Афонской просиявших — переходящий праздник Православной церкви, в честь святых, связанных со Святой Горой Афон). Празднование Собору совершается во 2-ю Неделю по Пятидесятнице, то есть второе воскресенье после Дня Святой Троицы (в Русской православной церкви в этот день также празднуется Собор всех святых, в земле Русской просиявших).

## Список святых
В составе Собора всех преподобных и богоносных отцов, во Святой Горе Афонской просиявших почитаются следующие святые:
1. Агапий Ватопедский (Афонский), прп.: †?; Мр. 1
2. Агафангел Есфигменский, прмч.: †1819; Ап. 19; Окт. 29
3. Акакий Новый, Кавсокаливит, прп.: †1730; (память 12 (25) апреля).
4. Акакий Новый, Сярский, Афонский, прмч.: †1816; М. 1
5. Антоний Зографский (Афонский), прмч.: †1276 (1280); С. 22; Окт. 10
6. Антоний Печерский, основатель Киево-Печерской Лавры, в Ближних (Антониевых) пещерах: †1073; Ил. 10; С. 2
7. Аристоклий Афонский, Московский, (Амвросиев), прп.: †1918; (память 24 августа).
8. Арсений Коневский, прп.: †1447; Ин. 12
9. Арсений I Сербский, архиеп.: †1266; Окт. 28
10. Афанасий Афонский, игумен: †1000; Ил. 5
11. Афанасий I Константинопольский, патриарх: †1311; Окт. 24
12. Афанасий III Пателарий, Константинопольский, Лубенский, патриарх: †1654; М. 2
13. Варсонофий Зографский (Афонский), прмч.: †1276 (1280); С. 22; 10 октября
14. Василий Острожский, свт.: †1671 (память 29 апреля).
15. Василий Солунский (Фессалоникийский), архиеп., исп.: †ок. 870; Ф. 1
16. Гавриил Афонский, прп.: †1901; 19 октября
17. Гавриил Святогорец, Иверский (Афонский), прп.: †X; М. 13; Ил. 12
18. Гедеон Каракалльский, Афонский, прмч.: †1818; Д. 30
19. Геннадий Ватопедский (Афонский), дохиар (эконом), прп.: †?; Н. 17
20. Георгий Афонский, мч.: †1794; Окт. 2
21. Георгий Святогорец, Иверский (Афонский), ктитор, прелагатель Св. Писания на иверский язык: †1066; М. 13; Ин. 27
22. Герасим Новый, Натарас, Кефалонит, Афонский, иером.: †1579; Ав. 15; Окт. 20
23. Герасим Эвбейский, прп.: †XIV; Д. 7
24. Григорий Византийский, Афонский, прп.: †нач. XIV; Ап. 6
25. Григорий Доместик (регент), Афонский, прп.: †ок. 1360; Окт. 1
26. Григорий Палама, Солунский (Фессалоникийский), архиеп.: †ок. 1360; Н. 14; 2-я Неделя Великого поста
27. Григорий Серб, Молчальник, Афонский, ктитор: †после 1405; Д. 7
28. Григорий Синаит, прп.: †1310 (1346); Ав. 8
29. Дамаскин Афонский (в миру Диамандис), Константинопольский, прмч.: †1681; Н. 13
30. Дамаскин Габровский, Новый, игумен, прмч.: †1771; (память 16 января).
31. Дамиан Есфигменский, прп.: †1280; Ф. 23
32. Дамиан Новый, Филофеевский, Ларисский, прмч.: †1568; Ф. 23; 3-я Неделя по Пятидесятнице
33. Даниил Афонский, прп., зодчий, ученик прп. Афанасия Афонского: †980; Ил. 5
34. Даниил II Сербский, архиеп.: †1338; (память 20 декабря).
35. Дионисий Афонский, ктитор обители св. Иоанна Предтечи: †после 1380; Ин. 25
36. Дионисий Ватопедский, прмч.: †1822; Ил. 31
37. Дионисий Дохиарский (Афонский), прмч., ученик прмч. Иакова Костурского: †ок. 1520; Н. 1
38. Дионисий Филофеевский, Олимпийский, игумен, чудотворец: †XVI; Ян. 24
39. Дометиан Зографский (Афонский), прмч.: †1276 (1280); С. 22; Окт. 10
40. Дометий Дионисиатский, Афонский, игумен, сподвижник прп. Дионисия Афонского: †1380; Ин. 25
41. Дометий Филофеевский, Афонский, прп.: †XVI; Ав. 7
42. Евдоким Ватопедский (Афонский), прп.: †XVII; Окт. 5
43. Евстафий I Сербский, архиеп.: †ок. 1285; (память 4 января).
44. Евфимий Ватопедский (Афонский), игумен, прмч.: †1276 (1280); Ян. 4
45. Евфимий Дохиарский (Афонский), прп.: †X; Н. 9
46. Евфимий Зографский (Афонский), прмч.: †1276 (1280); С. 22; Окт. 10
47. Евфимий Новый, Константинопольский, Афонский, прмч.: †1814; Мр. 22; М. 1
48. Евфимий Новый, Святогорец, Иверский (Афонский), прп., сын прп. Иоанна Святогорца: †1028; М. 13; Ил. 12
49. Евфимий Новый, Солунский (Фессалоникийский), иеродиакон: †889; Окт. 15
50. Ефрем II Сербский, патриарх: †1399/1400; (память 15 июня).
51. Иаков Дохиарский (Афонский), иеродиакон, сщмч., ученик прмч. Иакова Костурского: †ок. 1520; Н. 1
52. Иаков Зографский (Афонский), прмч.: †1276 (1280); С. 22; Окт. 10
53. Иаков Зографский (Афонский), прмч. (другой): †1276 (1280); С. 22; Окт. 10
54. Иаков Костурский, Дохиарский (Афонский), прмч.: †ок. 1520; Н. 1
55. Игнатий Новый, Афонский, Константинопольский, прмч.: †1814; М. 1; Окт. 20
56. Иерофей Новый, Каламский, Иверянин, иером.: †1745; С. 13
57. Иларион Зографский (Афонский), прмч.: †1276 (1280); С. 22; Окт. 10
58. Иларион Критянин (в миру Иоанн), Афонский, прмч.: †1804; С. 20
59. Илия Ардунис, прмч.: †1686; Ян. 31
60. Иннокентий Комельский, Вологодский (в миру князь Охлябинин), прп.: †1521; Мр. 19
61. Иоанн Болгарин, мч.: †1784; Мр. 5
62. Иоанн Кукузель, Афонский, доместик (регент), прп.: †XII; Окт. 1
63. Иоанн Святогорец, Иверский (Афонский), прп., отец прп. Евфимия Нового (Святогорца): †998; М. 13; Ил. 12
64. Иоанникий Зографский (Афонский), прмч.: †1276 (1280); С. 22; Окт. 10
65. Иоанникий I Сербский, архиеп.: †1279; (память 28 мая).
66. Иоасаф Афонский, прмч., ученик свт. Нифонта II Константинопольского: †1536; Окт. 26
67. Иоасаф Зографский (Афонский), прмч.: †1276 (1280); С. 22; Окт. 10
68. Иов Зографский (Афонский), прмч.: †1276 (1280); С. 22; Окт. 10
69. Иосиф Исихаст, прп.: †1959; (память 16 (29) августа).
70. Исихий Хоривит, безмолвник (исихаст), прп.: †VI; Окт. 3
71. Каллист I Константинопольский, патриарх: †ок. 1363; Ин. 20
72. Каллист II Ксанфопул, Константинопольский, патриарх: †после 1397; Н. 22
73. Киприан Зографский (Афонский), прмч.: †1276 (1280); С. 22; Окт. 10
74. Киприан Киевский и всея Руси, митр., чудотворец: †1406; (память 27 мая, 16 сентября).
75. Киприан Новый, Константинопольский, прмч.: †1679; Ил. 5
76. Кирилл Зографский (Афонский), прмч.: †1276 (1280); С. 22; Окт. 10
77. Константин Афонский, мч.: †1819; Ин. 2
78. Константин Родосский, мч.: †1800; Н. 14
79. Констанций Русский, иером., прмч.: †1743; Д. 26
80. Косма Зографский (Афонский), иером., отшельник: †1323; Ф. 23; С. 22
81. Косма Зографский (Афонский), прмч.: †1276 (1280); С. 22; Окт. 10
82. Косма Этолийский, Афонский, Албанский, равноап., иером.: †1779; Ав. 24
83. Леонтий Прозорливый, Афонский, прп.: †1605; Ин. 18
84. Лука Одринский, Митиленский, Афонский, прмч.: †1802; Мр. 23; 3-я Неделя по Пятидесятнице
85. Макарий Новый, Кийский, Афонский, прмч.: †1590; Окт. 6
86. Макарий Солунский (Фессалоникийский), прмч., ученик св. Нифонта Константинопольского: †1523; С. 15
87. Максим Грек, прп.: †1556; Ян. 21; Ин. 21
88. Максим Кавсокаливит (сжигатель калив — шалашей), Афонский, прп.: †1354; (память 13 (26) января).
89. Мартиниан Зографский (Афонский), прмч.: †1276 (1280); С. 22; Окт. 10
90. Мина Зографский (Афонский), прмч.: †1276 (1280); С. 22; Окт. 10
91. Михей Зографский (Афонский), прмч.: †1276 (1280); С. 22; Окт. 10
92. Нектарий Битольский, Карейский, Афонский, прп.: †1500; (память 5, 15 декабря)
93. Нектарий Вриулльский (в миру Николай), прмч.: †1820; Ил. 11
94. Неофит Ватопедский (Афонский), просмонарий (непрестанный молитвенник), прп.: †?; Ян. 21
95. Неофит Дохиарский (Афонский), прп.: †X; Н. 9
96. Никита Славянин, Афонский, иером., прмч.: †1808; Ап. 4
97. Никифор Афонский, прп., учитель свт. Григория Паламы: †XIV; М. 4
98. Никодим Албанский, Охридский, Мироточец, прмч.: †1722; Ил. 11
99. Никодим Ватопедский (Афонский), прп.: †XIV; Ил. 11
100. Никодим Святогорец, прп.: †1809; Ил. 14
101. Никодим Сербский, архиеп.: †1323/25; (память 11 мая).
102. Нил Мироточивый, Афонский, иером.: †1651; М. 7; Н. 12
103. Нил Сорский (Майков), прп.: †1508; Ап. 7; М. 7
104. Нифонт (Нифон) Афонский, прп.: †1330; Ин. 14
105. Нифонт II Константинопольский, патриарх: †1490; Ав. 11
106. Онуфрий Хиосский (Хилендарский), прмч.: †1818; (память 4 января).
107. Павел Зографский (Афонский), прмч.: †1276 (1280); С. 22; Окт. 10
108. Павел Ксиропотамский, прп.: †820; Ил. 28
109. Паисий Величковский, прп.: †1794; Н. 15
110. Паисий Святогорец, прп.: †1994; (память 29 июня (12 июля)).
111. Паисий Хилендарский (Афонский), Болгарский, прп.: †после 1762; (память 19 июня).
112. Парфений Зографский (Афонский), прмч.: †1276 (1280); С. 22; Окт. 10
113. Пахомий Русский, Афонский, прмч.: †1730; М. 7, 20 (на Патмосе), 21 (на Афоне)
114. Петр Афонский, прп.: †734; Ин. 12
115. Порфирий Кавсокаливит, прп.: †1991; (память 19 ноября (2 декабря)).
116. Прокопий Варненский, Смирнский, прмч.: †1810; (память 25 июня).
117. Рафаил Банатский, прп.: †ок. 1590 (память 16 августа).
118. Роман Карпенисийский, прмч.: †1694; (память 5 января, 16 февраля).
119. Ромил Бдинский, прп.: †после 1375; (память 16 января).
120. Савва Вишерский, Новгородский, прп.: †1461; (память 1 октября).
121. Савва Зографский (Афонский), прмч.: †1276 (1280); (память 22 сентября, 10 октября).
122. Савва Крыпецкий, Псковский, прп., ученик прп. Евфросина Псковского: †1495; (память 28 августа).
123. Савва I Сербский, архиеп.: †1237; (память 12 января, 6 мая).
124. Савва II Сербский, архиеп.: †1271; (память 8 февраля).
125. Савва III Сербский, архиеп.: †1316; (память 26 июля).
126. Сергий Зографский (Афонский), прмч.: †1276 (1280); (память 22 сентября, 10 октября).
127. Сергий Обнорский, Нуромский, Вологодский, прп., ученик прп. Сергия Радонежского: †1412; (память 7 октября).
128. Силуан Афонский, прп.: †1938; (память 11 сентября).
129. Симеон Босой, Филофеевский, Фламурийский, Афонский, игумен: †XVI; (память 19 апреля).
130. Симеон Мироточивый (в миру Стефан Неманя, царь Сербский), Хилендарский (Афонский), ктитор: †1200 (память 13 февраля, 3 ноября).
131. Симон Зографский (Афонский), прмч.: †1276 (1280); (память 22 сентября, 10 октября).
132. Симон Мироточивый, Симонопетрский (Афонский), прп.: †1257; Д. 28
133. Софроний (Сахаров), Афонский, прп.: †1993; (память 11 июля).
134. Тимофей Есфигменский, Афонский, прмч.: †1820; Ап. 19; Окт. 29
135. Феодор Митиленский, мч.: †1784; Ян. 30
136. Феодосий Трапезундский, митр.: †XIV; Ян. 11
137. Феолипт Филадельфийский, еп.: †ок. 1325
138. Феона Солунский (Фессалоникийский), митр.: †XVI; Ап. 4
139. Феофан Новый, Афонский, игумен: †XV; Ав. 19
140. Феофил Мироточивый, Афонский, прп.: †1548; Ил. 8
141. Филофей Афонский (в миру Феофил), прп.: †?; Окт. 21
142. Филофей Карейский, Афонский, прп.: †кон. XV; Д. 5
143. Фома Зографский (Афонский), игумен, прмч.: †1276 (1280); С. 22; Окт. 10
144. Фома Малеин, прп.: †X; Ил. 7
145. преподобномученики Иверские (Афонские): †1276 (1280); М. 13
146. преподобномученики Карейские (Афонские): †1260-1281; Д. 5
147. инок Карейский, удостоившийся явления Архангела Гавриила: †X; Ин. 11
148. 12 преподобномучеников Ватопедских (Афонских), со священномучеником игуменом Евфимием Ватопедским: †1276 (1280); Ян. 4
149. 4 мученика Зографские (Афонские), миряне, пострадавшие с 26 преподобномучениками Зографскими: †1276 (1280); С. 22; Окт. 10
150. 5 учеников прп. Афанасия Афонского: †980; Ил. 5